# John Kitzmiller
John Kitzmiller (Battle Creek, 4 de diciembre de 1913 - Roma, 23 de febrero de 1965) fue un actor afroestadounidense. 
Participó en la liberación de Italia durante la Segunda Guerra Mundial. Comenzó a actuar mientras estaba en este país, y apareció en varias películas italianas. Hizo de Italia su residencia permanente, y apareció en más de cincuenta películas europeas.
Interpretó el personaje de Jerry en la película de 1948 Senza pietà, escrita por Federico Fellini y dirigida por Alberto Lattuada. 
Kitzmiller es famoso por su encarnación del personaje de Quarrel en la película Dr. No.
Murió en Roma de cirrosis hepática.

## Filmografía selecta
- Senza pietà (1948)
- Wolves Hunt at Night (1952)
- Valley of Peace (1956)
- Dr. No (1962)
- La cabaña del tío Tom (1965)

## Premios y distinciones
Festival Internacional de Cine de Cannes
| Año  | Categoría   | Película           | Resultado |
| ---- | ----------- | ------------------ | --------- |
| 1957 | Mejor actor | El valle de la paz | Ganador   |